# 3. Armee (Nationale Volksarmee)
Die 3. Armee war ein militärischer Verband der Nationalen Volksarmee, der im Kriegsfall aus den Verbänden, Truppenteilen und Einheiten des Militärbezirkes III (Leipzig) gebildet worden wäre. Sie hätte unter dem Kommando der aus GSSD und NVA bestehenden 1. Front gestanden und wäre an der Südflanke der Front zum Einsatz gekommen.

## Struktur
- 4. motorisierte Schützendivision (NVA)
- 11. motorisierte Schützendivision (NVA)
- 7. Panzerdivision (NVA)
- 10. motorisierte Schützendivision (Mobilmachungsdivision der NVA)

Reserven:
- 6. motorisierte Schützendivision (Mobilmachungsdivision der NVA)
- 17. motorisierte Schützendivision (Mobilmachungsdivision der NVA)

## Strategische Ausrichtung
Planungen bis 1985
Die 3. Armee war in den frühen Militärplanungen des Warschauer Pakts als Reserve eingeplant und Teil der 2. Staffel.
Planungen ab 1985
Ab 1985 wurde die 3. Armee ein Verband der 1. Staffel. In einer nun defensiver ausgerichteten Strategie sollte sie als Teil der 1. Front gemeinsam mit Kräften der GSSD die Westgrenze der DDR verteidigen.